# Возвращение бога игроков
«Возвращение бога игроков» (англ. God Of Gamblers' Return) — кинофильм, комедийный боевик с драматическими элементами.

## Сюжет
Ко Чун, известный как Бог игроков, удалился от карточных игр и уже четыре года живёт в уединении с женой. Но однажды его навещает старый друг — Дракон, который приносит плохую весть: Чан Кам-Синг вышел из тюрьмы, не отсидев 30 лет, и теперь помогает Чао Си-Чи — самому нечестивому игроку, но лучшему после Ко Чуна. Ко Чун и Ву уходят из особняка на какое-то время и как раз в этот момент на него нападает Чао Си-Чи. Вернувшись, Ко Чун и Ву убивают засевших там людей Чао Си-Чи, и Ко Чун находит свою беременную жену при смерти. Перед смертью она берёт с него обещание — в течение года не играть ни в какие азартные игры и не признаваться в том, что Ко Чун — Бог игроков. Ко Чун посвящает себя путешествиям и однажды, когда до истечения срока обещания остаётся всего 15 дней, знакомится с главой тайваньского синдиката. Он приглашает Ко Чуна на свою яхту, но в самом разгар вечере на неё нападают. В живых остаются только Ко Чун и сын главы синдиката, Ко Чун обещает его умирающему отцу доставить мальчика на Тайвань. Двоих выживших преследует местная полиция во главе с неугомонным капитаном Кок Чинг-Чунгом и они прячутся в местном дешёвом отеле. Ночью выясняется, что отелем владеют двое мошенников: брат и сестра, поклонники самого Бога игроков. Ко Чун, не раскрывая своей личности, заключает сделку: они помогают Ко Чуну с мальчиком добраться до Тайвани и получают за это по несколько миллионов каждый. Стороны договариваются и через тайный ход сбегают из окружённого полицией отеля. Но преследование продолжается, в результате подручный мошенников попадает в плен к полиции, а беглецы берут в заложники капитана Кок Чинг-Чунга и уезжают в порт. К пленённому мошеннику наведывается некий Чунг По-Синг — человек, обладающий сверхъестественными способностями. Прочитав мысли мошенника, он узнаёт, что беглецы следуют на Тайвань и отправляется туда же. Тем временем Ко Чун, сын главы синдиката, преступные брат с сестрой и капитан добираются до своей цели. Оказавшись на вражеской земле, капитан Кок Чинг-Чунг отказывается от должности капитана и становится одним из помощников Ко Чуна. В порт приезжают машины, которые должны забрать беглецов. Сын главы и Сиу Йу-Йу, не подозревая об опасности, садятся в них, но оказывается, что это машины Чао Си-Чи, а глава синдиката Хой Тонг появляется через минуту. Оставшиеся трое едут вместе с ней в казино Чао Си-Чи. Бандит предлагает Хой Тонг сыграть на беглецов: она выигрывает одну игру, проигрывает вторую, и выигрывает в решающий момент, не без помощи Ко Чуна. Чао Си-Чи подозревает, что Ко Чун является Богом игроков и спрашивает его об этом. До истечения срока обещания остаётся 2 дня и Ко Чун называет себя Нож Чан, ученик Бога игроков и обещает, что сам Бог сыграет с ним через три дня. Чао Си-Чи посещает Чунг По-Синнг, он показывает, что может поменять любую карту в колоде, несмотря на все меры предохранения и может помочь Чао Си-Чи выиграть, если тот заплатит ему. Чао Си-Чи соглашается. Тем временем особняк Хой Тонг навещает Чан Кам-Синг. Он рассказывает Ко Чуну, что Чао Си-Чи постоянно заставлял его играть в карты, до тех пор, пока Чан Кам-Синг не проиграл всё состояние и не лишился рук. Он предупреждает Ко Чуна о готовящемся нападении на особняк и просит отомстить за себя. Люди Чао Си-Чи штурмуют особняк, и в итоге погибают, но успевают забрать жизни Чан Кам-Синга и Сиу Йу-Йу. В назначенный срок Ко Чун открывает свою личность и состоится игра. Ставки достигают нескольких миллиардов. Чао Си-Чи закуривает сигарету и это служит знаком Чунг По-Сингу, он заменяет карту Ко Чуна. Бог игроков пасует. Хой Тонг и Лунг Ву дают ему ещё несколько миллиардов, к которым Ко Чун добавляет документы на владение своими особняками и прибыльными компаниями. Чао Си-Чи снова закуривает, наступает решающий момент и Бог игроков побеждает. Он объясняет Чао Си-Чи, что По-Синг его друг и целью его прибытия было заманить Чао Си-Чи в ловушку и вытянуть из него все деньги. Чао Си-Чи пытается стрелять, но Ко Чун убивает его самурайским мечом. Под аплодисменты посетителей, в сопровождении друзей, Бог игроков направляется к выходу.

## В ролях
- Чоу Юнь-Фат — Ко Чун/«Бог игроков»
- Тони Люн Ка Фай — Сиу Фонг-Фонг, помощник Ко Чуна
- У Цяньлянь — Сиу Йу-Йу, сестра Сиу Фонг-Фонга
- Чарльз Хеунг — Лунг Ву/«Дракон»/«Бог оружия», соратник Ко Чуна
- Син-Куо У — Чао Си-Чи, игрок, враг Ко Чуна
- Элвис Цуй — Кок Чинг-Чунг, полицейский, впоследствии помощник Ко Чуна
- Чингми Яу — Хой Тонг, глава синдиката на Тайване
- Кам-Конг Вонг — Чунг По-Синг, маг, пироген
- Хон Лам Пау — Чан Кам-Синг/«Дьявол игроков»

## Интересные факты
- Во время съёмок сцены, когда Ко Чун выходит из машины и идёт в казино для игры с Чао Си-Чи, тысячи местных жителей окружили место съёмок, чтобы выразить свою любовь актёру Чоу Юнь-Фату. Толпа собралась столь огромная, чтобы было перекрыто автомобильное движение на дороге.
- Комедийные сцены игры в блек-джек с Сиу Фонг-Фонгом в отеле и в рулетку с тайваньским продавцом в порту были сделаны с целью предупредить зрителей не ходить в подпольные игорные дома, которые в то время процветали в Китае и на Тайване, ведь там запросто можно быть обманутым.